# Sonic the Hedgehog 3 (jeu vidéo)
 (juillet 2022).
Si vous disposez d'ouvrages ou d'articles de référence ou si vous connaissez des sites web de qualité traitant du thème abordé ici, merci de compléter l'article en donnant les références utiles à sa vérifiabilité et en les liant à la section « Notes et références ».
Pour les articles homonymes, voir Sonic the Hedgehog 3.
Sonic 3, dont le titre est Sonic the Hedgehog 3 en Amérique du Nord et au Japon, est un jeu vidéo de plates-formes, développé par Sonic Team, sorti sur Mega Drive en 1994.  Il reprend le concept de ses prédécesseurs, Sonic the Hedgehog et Sonic the Hedgehog 2, en proposant quelques changements comme l'ajout d'un nouvel ennemi, Knuckles, ainsi qu'un nouveau mode compétition et de nouveaux objets bonus.

## Trame
Ce troisième épisode de Sonic se déroule sur une mystérieuse Île Flottante, animée de pouvoirs spéciaux qui ont pour source les Émeraudes du chaos. Dans l'aventure précédente, Sonic the Hedgehog 2, Sonic et Tails pensaient avoir détruit l' Œuf de la mort, le vaisseau fortement armé du Dr. Robotnik. Or, celui-ci est parvenu à atterrir, non sans dommages, sur l' Île Flottante. Apprenant que cette île peut flotter dans les cieux grâce à la puissance des Émeraudes du Chaos, Robotnik décide de les dérober, de manière à pouvoir réparer son redoutable vaisseau.
Pour obtenir les émeraudes, le Dr. Robotnik réussit à tromper Knuckles, le gardien des Émeraudes du Chaos de l' Île Flottante. Il convainc aussi Knuckles que Sonic et Tails cherchent à s'emparer des émeraudes. En arrivant sur l'île, Sonic n'aura donc pas que le Dr Robotnik et ses badniks à affronter, mais également Knuckles, ainsi que des milliers d'obstacles et d'épreuves à surmonter.

### Knuckles, l'échidné
Âgé de 15 ans, adorant le raisin et ayant la capacité de découvrir des passages secrets et d'utiliser ses articulations pour creuser des galeries, Knuckles est le nouveau personnage de cet épisode. Il est né et a grandi sur l' Île Flottante dont il connaît tous les secrets. Il est très puissant et athlétique. Comme il connaît bien son île, il lui est facile de se mettre sur la route de Sonic pour lui causer quelques ennuis, par exemple en introduisant de nouveaux obstacles.
Il y a bien longtemps, une très ancienne civilisation existait sur l'île, mais depuis sa disparition mystérieuse, divers secrets et autres pouvoirs étranges subsistent. Comme il est le seul descendant de cette civilisation, il est devenu le gardien des Émeraudes du Chaos, sources du pouvoir flottant de l'île. Malheureusement, il s'est laissé convaincre par le Dr Robotnik que Sonic et Tails sont des ennemis qui cherchent à dérober ces fameuses émeraudes.

## Système de jeu
Sonic the Hedgehog 3 conserve le principe des deux premiers épisodes : c'est un jeu de plates-formes basé sur la vitesse où on ne peut pas perdre une vie tant que l'on possède au moins un anneau (et à condition d'éviter les chutes dans les gouffres ou le manque d'air dans les niveaux aquatiques),,. Sonic dispose de trois vies en début de partie, mais a la possibilité d'en gagner des supplémentaires en cassant des écrans 1-Up, en rassemblant 100 et 200 anneaux ou alors après tous les 50 000 points.
En plus du Spin Dash du précédent épisode, le joueur a la possibilité de déclencher un bouclier instantané (le Insta-Shield) en appuyant deux fois sur la touche de saut. Cela n'est valable que pour Sonic. Lorsque le joueur dirige Tails, celui-ci peut voler pendant un temps limité s'il appuie deux fois sur la touche saut, il peut aussi nager s'il se retrouve sous l'eau. Lorsque Sonic est sélectionné, un second joueur peut aussi prendre le contrôle de Tails, le faire voler tout en tirant Sonic par les bras pour l'amener dans des endroits qu'il ne peut atteindre seul.
Notons que cette nouveauté est marquée par le fait que Tails a maintenant les mains ouvertes durant son animation en plein vol, signe qu'il est prêt à réceptionner Sonic pour le porter en plein vol. Ce qui contraste avec le "Sprite" (animation) de vol de Sonic 3, dans lequel il avait les poings fermement fermés. 
Il y a dans Sonic 3 deux modes de jeu bien distincts : Le mode un joueur et le mode Compétition.

### Le mode à un joueur
Dans un premier temps, le joueur doit choisir une fenêtre de sauvegarde. En effet, la cartouche de jeu Sonic 3 permet de sauvegarder jusqu'à six parties différentes. Cet écran de sélection offre au joueur le choix d'incarner Sonic, Tails ou les deux.
Le jeu est divisé en plusieurs zones et se parcourt comme les épisodes précédents.

## Niveaux
Le jeu est divisé en six zones découpées en deux actes. La fin du premier acte se termine toujours par un boss avant de voir le panneau de fin de niveau, et le second acte s'achève avec l'affrontement contre le Dr Robotnik. Contrairement aux autres épisodes, l'acte 1 et l'acte 2 s'enchaînent sans interruption.
- Angel Island Zone (« Zone de l'île de l'ange ») : une île exotique où la situation va se compliquer lorsque le Dr Robotnik va mettre le feu à cette région.
  - Boss Acte 1 : Fire Breath
  - Boss Acte 2 : Egg Scorcher Mark III
- Hydrocity Zone (« Zone de l'hydrocité ») : une ville aquatique, malgré quelques endroits non immergés.
  - Boss Acte 1 : Big Shaker
  - Boss Acte 2 : Egg Vortex
- Marble Garden Zone (« Zone du jardin de marbre ») : une ancienne cité en ruines.
  - Boss Acte 1 : Tunnelbot
  - Boss Acte 2 : Egg Drillster Mark II
- Carnival Night Zone (« Zone de la nuit du carnaval ») : zone colorée ressemblant à un parc d'attraction géant, remplie de plates-formes anti-pesanteur, ballons, et divers éléments de pinball propres à la série Sonic comme les bumpers.
  - Boss Acte 1 : Bowling Spin
  - Boss Acte 2 : Egg Gravitation
- Ice Cap Zone (« Zone de la calotte glaciaire ») : Sonic fait son entrée en snowboard et s'apprête à traverser un terrain glacial et désertique.
  - Boss Acte 1 : Big Icedus
  - Boss Acte 2 : Egg Froster
- Launch Base Zone (« Zone de la base de lancement ») : Sonic est tout près de l'endroit où le Dr Robotnik répare son vaisseau. C'est sa dernière chance de l'arrêter.
  - Boss Acte 1 : Twin Hammer
  - Boss Acte 2 : Egg Cannon
  - Boss Final 1 : Egg Rocket
  - Boss Final 2 : Big arms

### L'étape spéciale et les émeraudes du chaos
Pour accéder aux étapes spéciales, il faut trouver des anneaux géants cachés à l'intérieur des niveaux. Il y en a au moins un dans chaque acte. Lorsque Sonic (ou Tails) saute dans l'anneau, il est automatiquement téléporté vers une étape spéciale.
Sonic (ou Tails) se retrouve alors sur un globe géant, avec des sphères bleues, rouges et étoilées. La sphère étoilée fait office de bumper. Le joueur doit diriger Sonic en essayant de saisir les sphères bleues, mais en évitant les rouges. S'il touche ces dernières, il sera expulsé de l'étape spéciale. S'il attrape toutes les sphères bleues, l'émeraude du chaos apparaîtra devant lui. Des anneaux sont aussi parsemés sur le globe : s'ils sont tous attrapés, un score spécial appelé perfect bonus, dont la valeur est de 50 000 points, est ajouté au joueur. Des anneaux cachés peuvent aussi être obtenus si le joueur parcourt le tour d'un carré de sphères bleues.
Enfin, si le joueur est parvenu à réunir les 7 émeraudes du chaos, il peut se transformer en Super Sonic. Avec plus de 50 anneaux en sa possession, la transformation s'effectue en appuyant deux fois sur le bouton de saut. Sonic devient doré, bien plus rapide et invincible. En contrepartie le nombre d'anneaux baisse à raison d'un par seconde. S'il tombe à zéro, Sonic redevient normal. Posséder toutes les émeraudes permet de voir une fin du jeu légèrement différente. Tails ne peut pas se transformer en Super Tails s'il possède les sept émeraudes.

### L'étape bonus
Pour trouver cette étape, le joueur doit rassembler 50 anneaux pendant un seul acte d'un niveau et activer un panneau étoilé. Ces derniers sont éparpillés à travers les niveaux. Ils permettent d'accéder à cette étape, mais aussi de recommencer une partie à partir de ces points si le joueur perd une vie.
L'étape se présente sous la forme d'une énorme machine à boules de gomme par-dessus une série de ressorts. En tournant la manivelle de la machine, Sonic et Tails font tomber des bonus (les objets spéciaux ou des 1-Up). En touchant les ressorts en bas de l'écran une fois, ceux-ci disparaissent en laissant entrevoir la sortie.

### Les objets spéciaux
Briser les moniteurs sur le terrain rapporte des bonus au joueur. La plupart sont identiques à ceux dans Sonic the Hedgehog, mais Sonic 3 apporte des nouveautés.
- Power Sneakers (Chaussures de vitesse) : accroit momentanément la vitesse de course du joueur.
- Super Rings (Super anneaux) : rapporte dix anneaux d'un coup.
- Extra Life (Vie supplémentaire) : donne au joueur une chance supplémentaire de jouer. Il en sera de même s'il rassemble 100 et 200 anneaux.
- Invincibility (Invincibilité) : empêche le joueur d'être attaqué par des ennemis pendant un instant.
- Robotnik (Robotnik) : toucher cet écran provoque les mêmes dégâts sur Sonic ou Tails que lors d'un contact avec un ennemi.

Les moniteurs suivants sont des boucliers. D'une manière réciproque aux anciens volets de la série Sonic, un bouclier permet au joueur de ne pas perdre d'anneau lors d'un contact avec un ennemi ou un piquant (ou de ne pas mourir si le joueur ne possède aucun anneau), mais disparaissent après avoir protégé une fois. Certains peuvent annuler ou renvoyer certains types de missiles. Ils se divisent en plusieurs éléments qui apportent des capacités supplémentaires au joueur :
- Flame Shield (Bouclier de flamme) : permet à Sonic ou Tails de marcher sur les surfaces de lave sans subir de dégât, et protège contre certaines attaques de feu. Si le joueur pénètre dans l'eau, le bouclier disparaît instantanément. Quand ce bouclier est en service, Sonic uniquement peut exécuter une attaque appelée Fireball Spin Dash ("Course tourbillon boule de feu") en appuyant deux fois sur la touche de saut, le propulsant dans sa direction comme une boule de feu.
- Water Shield (Bouclier aquatique) : Sonic et Tails peuvent respirer sous l'eau. Sonic peut vaincre la plupart des Badnicks en bondissant sur leurs têtes quand il est entouré de cette bulle.
- Lightning Shield (Bouclier éclair) : quand il est en service, les anneaux sont attirés vers Sonic et Tails dû au magnétisme. Ce bouclier protège aussi le joueur contre les attaques électriques et les attaques à balles d'énergie, lancées par les Badniks. Pendant que ce bouclier est actif, Sonic peut faire un double saut. Le contact de l'eau fait perdre ce bouclier, mais permet au même moment de détruire les ennemis sous-marins présents à l'écran.

### Le mode compétition
Le mode de jeu compétition se joue à deux ou seul. L'écran est divisé en deux. Il est composé de cinq zones différentes du mode à un joueur et contient plusieurs modes : 
- Grand Prix Mode (Mode Grand Prix) : parcourir les 5 cinq zones face à un joueur adversaire ou contre le temps.
- Match Race (Course de champion) : il s'agit d'une course contre la montre où le joueur peut en défier un autre dans une des cinq zones choisie.
- Time Attack (Contre la montre) : il s'agit d'un mode d'entraînement où le joueur choisit et parcourt seul une de ces zones.

Trois personnages peuvent être sélectionnés : Sonic, Tails ou Knuckles. Sonic et Knuckles possèdent les mêmes mouvements et Tails peut voler.

#### Les niveaux dans le mode compétition
Chaque zone se présente comme une boucle qui se répète à l'infini. Le premier joueur qui atteint le cinquième tour remporte la course.
- Azure Lake (« Lac d'Azur ») : une région aquatique et terrestre avec des boucles à 360 degrés.
- Balloon Park (« Parc des Ballons ») : les concurrents doivent sauter sur de grands ballons colorés.
- Chrome Gadget (« Gadget Chromé ») : une zone parsemée de plates-formes mobiles et de ventilateurs qui catapultent le joueur.
- Desert Palace (« Palais du Désert ») : les concurrents doivent traverser un désert formé de dunes et sables mouvants, dans un niveau parsemé de boucles et de loopings.
- Endless Mine (« Mine sans Fond ») : Un ancien puits d'une mine, dont les rochers bloquent éventuellement le passage.

## Développement
Yuji Naka et Hirokazu Yasuhara ont été responsables de la réalisation de Sonic 3. 
Le jeu a d'abord été travaillé pour être en vue isométrique, similaire à ce qu'on verra plus tard dans Sonic 3D: Flickies' Island. Mais ce concept a été vite abandonné au début du développement, car l'équipe de développement ne voulait pas changer aussi radicalement la formule des anciens opus.
Sonic 3 et Sonic and Knuckles étaient aussi initialement prévus comme unique jeu sur une seule cartouche. Cependant, à cause des contraintes de temps et de coûts qu'engendrerait la fabrication d'une cartouche de 34 mégabits, il a été décidé de couper le jeu en deux, donnant à Yuji Naka et aux autres développeurs plus de temps pour terminer la deuxième partie, et divisant ainsi le coût élevé entre les deux cartouches. À cause de cette division, de nombreux éléments présents dans Sonic and Knuckles sont déjà présents dans Sonic 3, comme peuvent le voir les joueurs qui auraient effectués le code pour accéder  au Sound test du jeu.

### Musique
Masato Nakamura était l'auteur des musiques des deux premiers épisodes, mais n'a pas du tout travaillé sur celles du troisième épisode. Celles-ci ont été composées par plusieurs personnes, notamment les membres de l'équipe du son de Michael Jackson :  Brad Buxer, Doug Grisby III, Bobby Brooks, Darryl Ross et Geoff Grace, donc par extension par le chanteur lui-même. Cette révélation avait été faite en 2009 au journal francophone Black and White par Brad Buxer. La Sonic Team avait passé un accord avec la pop star à prêter son talent sur la bande originale du jeu, mais Sega a décidé de diminuer son implication lorsque le chanteur s'est retrouvé empêtré dans une controverse judiciaire. Brad Buxer a également expliqué que cela a été surtout dû au fait que le son de sa musique ne pouvait pas être reproduit par la console de manière optimale et qu'il n'a pas souhaité que son nom y soit associé,. Roger Hector, membre du comité exécutif de SEGA à l'époque, dévoile que la star avait voulu travailler sur le projet, mais ne dit rien quant à son départ. La raison pour laquelle Michael Jackson s'est réellement retiré avait suscité une polémique, mais les compositeurs avaient signés un contrat de confidentialité pour ne rien révéler. Aujourd'hui encore, les conversations dans les forums de discussions nourrissent cette polémique.
Parmi les pistes qui reprennent les thèmes du chanteur, il y a par exemple celle du générique de fin qui rappelle Stranger in Moscow, pourtant sorti 3 ans après le jeu (mais enregistré en 1993).
Le reste des pistes qui n'ont pas été composée par l'équipe du son de Michael Jackson ont été créées par les compositeurs américain Howard Drossin, dont le nom est souvent considéré comme seul compositeur officiel de ce jeu, et le japonais Jun Senoue.

### Équipe de développement
- Producteur exécutif : Hayao Nakayama
- Producteur : Yuji Naka
- Réalisateurs : Masaharu Yoshii, Hisashi Suzuki et Shinobu Toyoda
- Director : Hirokazu Yasuhara
- Lead Game Designer : Hirokazu Yasuhara
- Senior Game Designers : Hisashi Yoshida et Takashi Iizuka
- Lead Programmer : Yuji Naka
- Senior Programmers : Hiroshi Nikaidoh et Masanobu Yamamoto
- Character Designer : Takashi Yuda
- CG Artist : Kunitake Aoki
- Animator : Takashi Yuda
- Enemy Artist : Satoshi Yokokawa
- Scene Artists : Kunitake Aoki, Chie Yoshida, Tsuneko Aoki, Shigeru Okada, Takashi Yuda et Satoshi Yokokawa
- Art Assistant : Osamu Ohashi
- Music Composer : Brad Buxer, Bobby Brooks, Darryl Ross, Geoff Grace, Doug Grigsby III et Charles Jones
- Sega Sound Team : Tokuhiko Uwabo, Sachio Ogawa, "Milpo", Masaru Setsumaru, Tatsuyuki Maeda, Tomonori Sawada, Masayuki Nagao et Jun Senoue
- Sound Project Coordinator : Hisaki Nimiya

## Sonic 3and Knuckles
Grâce à la technologie Lock-on, un dispositif propre à la cartouche de Sonic and Knuckles qui permet d’y insérer des cartouches Mega Drive pour avoir accès à du contenu inédit, Sonic 3 devient Sonic 3 and Knuckles. Révélé par Yuji Naka, ces deux titres composent ainsi le troisième épisode de Sonic the Hedgehog dans son ensemble.
Lorsque le joueur commence une nouvelle partie, il pourra également choisir de contrôler Knuckles en plus de Tails et Sonic dans une aventure se passant après celle du hérisson et du renard : au cours de celle-ci, l'échidné affronte Eggrobo à la place d'Eggman et aura accès à deux conclusions différentes. Il y a également la possibilité de sauvegarder 8 parties au lieu de 6 précédemment. Le jeu commence avec les 6 niveaux de Sonic 3 et continue directement avec ceux de Sonic and Knuckles. Le nombre total de niveaux dépend du personnage principal choisi : il y en aura 12 au total avec Knuckles (qui s’arrête à la Zone du Sanctuaire Céleste), 13 au total avec Tails (qui s’arrête à la Zone de l'Œuf de la Mort) et jusqu'à 14 au total avec Sonic (qui va jusqu’à la Zone du Jugement Dernier si le joueur possède les sept Super-Émeraudes).
Le septième niveau, soit le premier de Sonic and Knuckles, commence différemment dans Sonic 3 and Knuckles. Sonic et Tails découvrent Knuckles sortir d'un passage secret, qu'ils décident d'emprunter alors que l'échidné à le dos tourné. Nos deux héros découvrent ainsi un anneau géant les menant vers un palais caché où repose l'Émeraude-mère : celle-ci absorbe les Émeraudes du Chaos et les transforme en Super Émeraudes du Chaos. Sonic et Tails vont devoir les éveiller (en se téléportant dans sept nouveaux stages spéciaux) afin d’éveiller l'Émeraude-mère, ce qui permettra à Sonic de se transformer en Hyper Sonic et à Tails de devenir Super Tails. 
L'accès à ces sept nouveaux niveaux spéciaux (ceux de Sonic and Knuckles) se fait de la même manière que dans Sonic 3 (via un anneau géant caché dans un recoin d'un niveau) à cela près que les personnages passent d'abord par la salle précédemment évoquée. L'accès aux niveaux spéciaux depuis cette salle se fait en sautant sur une de ces Émeraudes (donnant ainsi au joueur la possibilité de choisir quel niveau spécial celui-ci veut effectuer sachant que chaque niveau est propre à une Émeraude). Toutefois, le principe de ces niveaux reste le même que précédemment.
Lorsque Sonic devient Hyper Sonic, sa couleur change à intervalle très régulier et il possède une attaque semblable à un boulet de canon lorsqu'il effectue un double saut : cette transformation est indispensable pour atteindre la Zone du Jugement Dernier dont le combat est facilité par l’attaque en boulet de canon. De son côté, lorsque Tails devient Super Tails, des oiseaux tournent autour de lui et peuvent attaquer les ennemis à sa place. Lorsque le joueur dirige Knuckles, il peut aussi l'aider à se transformer en Super Knuckles dans la première partie du jeu, mais également en Hyper Knuckles dans la seconde : en plus d’une quasi-invincibilité et d’une vitesse accrue, il peut désormais créer un séisme lorsqu'il fonce sur un mur avec une vitesse suffisante, ce qui élimine la plupart des ennemis à la ronde.
Parmi les autres différences par rapport à Sonic 3, Sonic and Knuckles apporte quelques autres éléments comme une nouvelle musique lors de l'affrontement contre les mini-boss, un nouvel écran titre, un nouveau thème d’invincibilité, un nouveau jingle lorsque le joueur gagne une vie, un nouveau thème de crédits (un pot-pourri des zones de Sonic and Knuckles) et deux nouveaux niveaux bonus (accessibles depuis les points de contrôle pour un joueur disposant de 50 anneaux).

## Rééditions
Le jeu est disponible dans de nombreuses compilations :
- Sonic and Knuckles Collection (1997, PC, dans sa version de base et dans sa version Sonic 3 and Knuckles)
- Sonic Jam (1997, Sega Saturn, dans sa version de base et pouvant être sélectionnée à partir de Sonic and Knuckles pour avoir accès à Sonic 3 and Knuckles)
- Sonic Mega Collection (2002, GameCube, dans sa version de base et dans sa version Sonic 3 and Knuckles)
- Sonic Mega Collection Plus (2004, PlayStation 2, Xbox et PC, dans sa version de base et dans sa version Sonic 3 and Knuckles).
- Sega Mega Drive Ultimate Collection (2009, Xbox 360 et PlayStation 3, dans sa version de base)
- Console virtuelle (Wii, dans sa version de base et pouvant être sélectionnée à partir de Sonic and Knuckles pour avoir accès à Sonic 3 and Knuckles)
- Xbox Live Arcade (Xbox 360, dans sa version de base et pouvant être sélectionnée à partir de Sonic and Knuckles pour avoir accès à Sonic 3 and Knuckles)
- Sonic Classic Collection (2010, Nintendo DS, dans sa version de base et dans sa version Sonic 3 and Knuckles)
- Sega Mega Drive Classics (2011, dans sa version Sonic 3 and Knuckles)
- Sonic Origins (2022, PlayStation 4, PlayStation 5, Xbox One, Xbox Series, Nintendo Switch et PC, dans sa version Sonic 3 and Knuckles et avec le bonus Blue Sphere)
  - Sonic Origins Plus (2023, avec le personnage d'Amy jouable)

## Commercialisation
Sonic 3 a d'abord fait son entrée aux États-Unis le 2 février 1994. Ce jour avait été baptisé « Hedgehog Day », en référence au Jour de la marmotte (Groundhog Day en anglais), une fête célébrée dans ce pays. La chaîne de magasins Toys “R” Us récompensait les pré-commandes avec un CD audio du nom de Sonic Boom aux éditions limitées, contenant des morceaux inspirés de Sonic CD et de Sonic Spinball.
Sonic 3 est publié au Royaume-Uni le 24 février 1994, soit trois semaines plus tard,. Pour aider à promouvoir le jeu en Angleterre, le groupe de rock anglais Right Said Fred avait composé une musique qui contenait de nombreuses références à Sonic, Wonderman. Cette chanson avait été utilisée dans les publicités. En France, la promotion se faisait principalement via la télévision,. Après le Royaume-Uni, Sonic 3 sort le 3 mars 1994 dans le reste de l'Europe (France, Espagne,, Pays-Bas, Allemagne). Au Japon, le titre est publié le 27 mai 1994.
Bien que Sonic 3 n'ait pas aussi bien marché que Sonic the Hedgehog 2, aux États-Unis il s'est tout de même vendu à 1,02 million d'exemplaires. Sonic 3 a surtout été bien accueilli par les fans et les critiques, comme en témoigne le tableau ci-contre.

## Accueil
Dans la presse française, les notes de Sonic the Hedgehog 3 ne descendent jamais en dessous de la barre des 90%. Player One donne la note la plus élevée de 98%, qui résume Sonic 3 comme étant « plus beau, plus riche et plus long que les autres épisodes » et qui « frôle la perfection ».
Mega Force attribue une note de 97%, qualifiant le jeu de « grande réussite » avec une maniabilité qui « répond immédiatement, au millimètre ». Mega Force aurait toutefois souhaité un peu plus d'aventure dans le jeu avec notamment des énigmes. Joypad donne la note globale de 94%, pour Greg Helot, Sonic 3 est doté de « graphismes splendides » mais trouve que le jeu est « encore trop facile » et que les musiques « ne collent pas tellement à l'ambiance "Sonic" ».
Consoles + donne 93% pour l'intérêt du jeu, le mensuel conclut son test sur les « idées neuves et originales » de Sonic 3 qui font de cet opus une « suite mémorable ». Richard "Spy" Homsy relève globalement que des qualités et apprécie l'ajout d'un mode 2 joueurs mais trouve que la durée de vie du jeu de base est un peu faible principalement à cause du système de sauvegarde.
Laurent Vilner de la revue Génération 4 ne souligne aucun point négatif et présente une moyenne de 93%. Vilner met en avant la qualité de tous les sprites rencontrés qu'il juge d'une « finesse rare et d'une originalité débordante » tout autant que les décors du jeu.
Dans la presse écrite britannique, les notes sont assez similaires. À quelques exceptions, comme Sega Pro (en) qui aurait pu attribuer à Sonic the Hedgehog 3 la note de 95% rien que pour la conception du jeu, cependant, la revue pense qu'il est trop facile à terminer et que « peu de jeux valent autant d'argent » par rapport à sa durée de vie. Sega Pro estime que le jeu « mériterait sa note de 95% s'il coûtait 49 £ ou 50 £ » au lieu de 60 £, et que pour cette seule raison, la note est baissée à 87%. Le test conclut que Sonic 3 est un « divertissement moyen et n'est pas aussi bon que Street Fighter II': Champion Edition au prix similaire ».
Même note de 87% pour GamesMaster (en), peu d'innovations mais de meilleurs graphismes que les précédents opus selon le testeur Tim Tucker. Tucker est au final un peu déçu de cet épisode et pense qu'il « est temps de donner un nouveau visage » à Sonic.
Le mensuel néerlandais Power Unlimited donne sa note de 93%. Pour Bjørn Bruinsma, Sonic 3 est « plus rapide, meilleur et plus grand que Sonic 2 ». Le titre est selon lui « largement amélioré » au niveau des graphismes mais aussi sur l'aspect action-aventure.